# Jackie Callura
Jackie Callura (* 14. September 1914 in Hamilton, Kanada; † 4. November 1993 ebenda) war ein kanadischer Boxer im Federgewicht und wurde von Leo P. Bradley gemanagt.

## Profi
Am 18. Januar 1943 trat Callura in Rhode Island, USA gegen den US-Amerikaner Jackie Wilson um den Weltmeistertitel des Verbandes NBA an und besiegte ihn über 15 Runden durch einstimmigen Beschluss. Allerdings verlor er ihn bereits in seiner ersten Titelverteidigung im August desselben Jahre an Phil Terranova durch klassischen K. o. in Runde 8. 